# 우치카타나

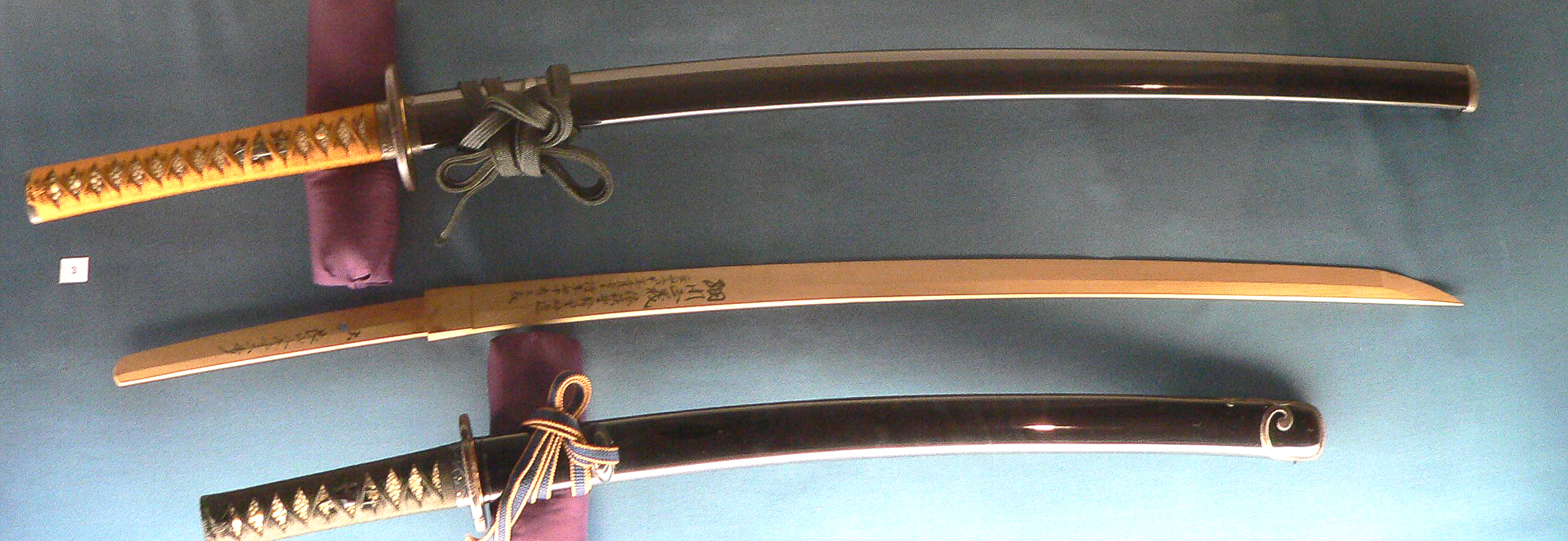
가장 위의 것이 타도.

우치카타나(일본어: 打刀)는 일본도의 일종이다. 무로마치 시대 이후 "일본도"라 하면 대개 우치카타나를 가리킨다. 타도는 마상 전투용이었던 타치와 달리 주로 보병 전투용으로 만들어진 칼이다.
타도는 주로 협차(脇差)나 소도(小刀), 혹은 단도(短刀)와 함께 쌍을 이루어 사용되었다. 타도와 협차처럼 긴 칼과 짧은 칼이 쌍을 이룰 경우 그것을 다이쇼(大小)라고 불렀다. 이것은 사무라이의 개인적인 명예와 사회적 권력을 상징했다. 타도는 주로 탁 트인 전장에서 사용되는 주무장이었고, 나머지 짧은 칼들은 근거리 전투 등에서 사용되는 부무장이었다. 이런 짧은 칼들은 할복의 용도로 사용되기도 했다.
타도의 곡선형 날은 찌르기와 베는 용도로 사용되었다. 양손으로 잡도록 손잡이가 설계되었지만 실제로 현존하는 거의 모든 검술 유파는 한 손으로 타도를 쓰는 기술도 최소한 한 가지 이상 가르치고 있다. 타도는 전통적으로 날이 위를 향하도록 차게 되어 있다. 타도의 실전적인 용도가 사라짐에 따라 검술도 현대 무도를 향한 변화를 꾀하고 있다. 하지만 여전히 고류 검술 유파도 존재한다.